# Маймунска орхидея
Маймунската орхидея (Dracula simia), е епифитна орхидея, първоначално описана в рода масдевалия (Masdevallia), но по-късно преместена в род дракула (Dracula).

## Описание
Разположението на клонката, венчелистчетата и устните силно наподобява лицето на маймуна. Растението цъфти целогодишно с няколко цвята на съцветието, които се отварят последователно. Цветята са ароматни с аромат на зрял портокал.